# Alpes de Provence
Les Alpes de Provence constituent un sous-ensemble du sud des Alpes françaises, sous-section SOIUSA 1 de la section 3 Alpes et Préalpes de Provence. Cette section englobe une partie des massifs montagneux des Alpes-de-Haute-Provence, flanquée des Préalpes au sud-ouest et séparées du massif du Parpaillon et du massif du Pelat par les hautes vallées de l'Ubaye et du Verdon.

## Géographie physique
Situées au centre-nord des Alpes-de-Haute-Provence, les Alpes de Provence consistent principalement en une longue crête courant nord-sud entre Saint-André-les-Alpes et le lac de Serre-Ponçon, de laquelle part une crête qui inclut le groupe du Blayeul jusqu'à quelques kilomètres en amont de Digne-les-Bains.

### Délimitations et caractéristiques

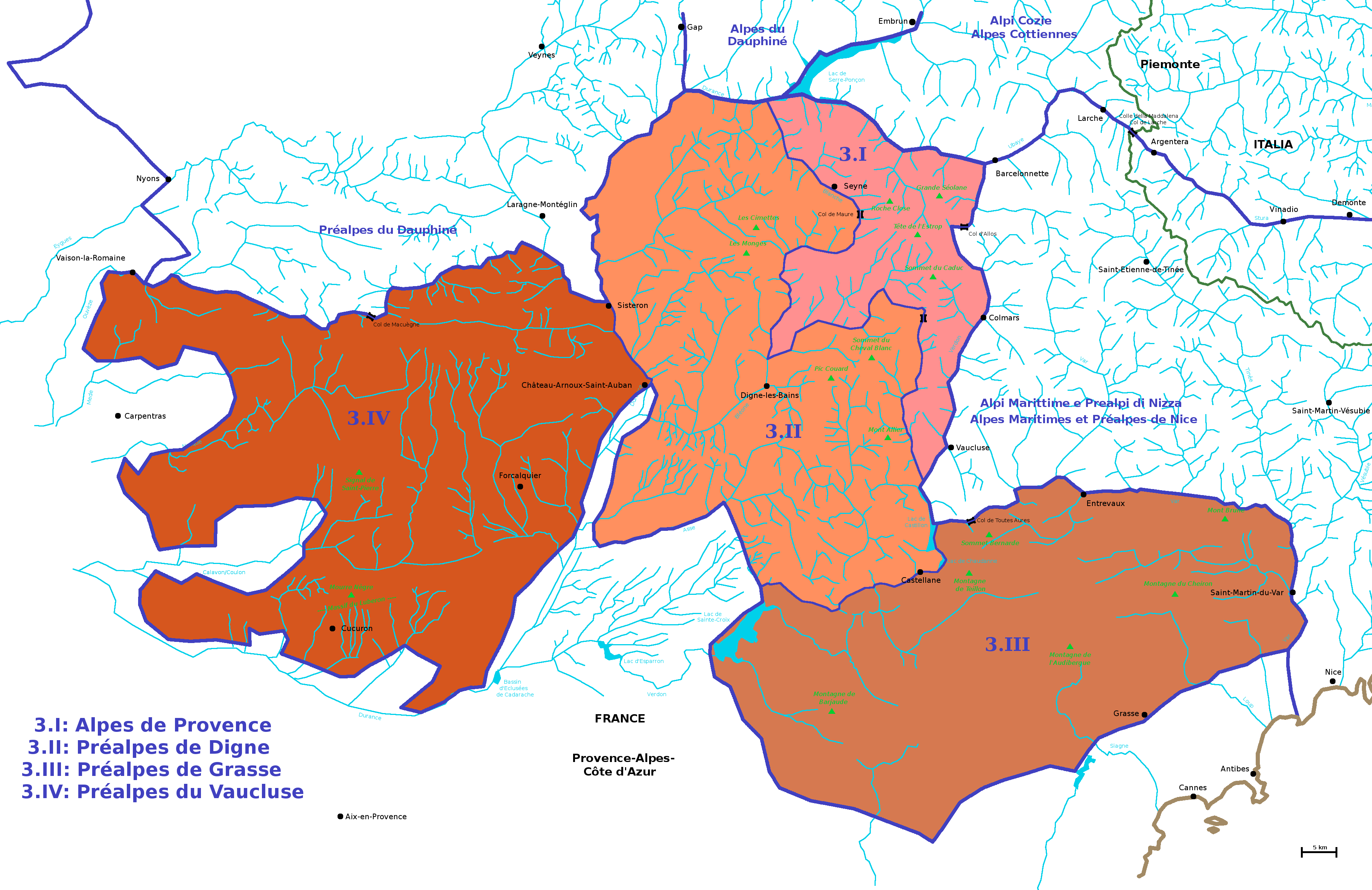
Définition selon la SOIUSA

Dans le sens inverse des aiguilles d'une montre en commençant au nord, les Alpes de Provence sont délimitées par la Durance et l'Ubaye au nord, la Blanche, le col de Maure et le Bès à l'ouest, la Bléone, le col de Lachen et l'Issole au sud, le Verdon, le col d'Allos et le Bachelard à l'est.

### Orographie
La crête principale des Alpes de Provence est longue de plus de 60 km et s'étend du lac de Serre-Ponçon à Saint-André-les-Alpes. Son altitude est supérieure à 2 000 m sur presque toute la longueur, la montagne de Cordœil, à l'extrémité sud, faisant exception. L'altitude est supérieure à 2 500 m dans la partie centrale, et dépasse 2 800 m dans le massif des Trois-Évêchés. Sur la crête de la Blanche, elle est comprise entre 2 200 et 2 600 m. La tête de l'Estrop est le point culminant de la crête à 2 961 m d'altitude.
Deux crête secondaires se détachent. Au nord-est, la crête des Séolanes rejoint l'Ubaye parallèle à la crête de la Blanche. Elle culmine à la Grande Séolane (2 909 m) et est en grande partie à plus de 2 500 m d'altitude. Au sud-ouest, une crête d'altitude beaucoup plus basse, en moyenne 1 600 m, regroupe la montagne de l'Ubac et le Blayeul, et sépare la Bléone de son affluent le Bès.

### Climat
Le climat est montagnard avec une forte influence méditerranéenne. L'ensoleillement est très élevé (plus de 2500 heures par an) à toute altitude. Dans les vallées, le climat est caractérisé par une amplitude thermique élevée et des précipitations peu fréquentes mais relativement abondantes.
La sécheresse estivale est compensée par des orages issus de l'évolution diurne.

### Hydrographie
Les Alpes de Provence sont drainées par la Bléone, la Blanche, l'Ubaye et le Verdon, tous quatre affluents de la Durance. Le régime hydrologique est nivo-pluvial méditerranéen, avec des hautes eaux au printemps dues à la fonte des neiges, un étiage estival secondaire, des crues violentes possibles en automne à la suite d'épisodes pluvieux intenses et un étiage hivernal dû à la neige et au gel.

## Géographie humaine
Les Alpes de Provence, à cause de la complexité du relief, sont difficiles d'accès et marquées par une très faible densité de population et d'activité économique.